# Quinto Marcio Filipo
Quinto Marcio Filipo (en latín, Quintus Marcius L. f. Q. n. Philippus) fue un político de la República romana que ocupó el consulado en dos ocasiones, 186 a. C. (junto con Espurio Postumio Albino) y 169 a. C. (con Cneo Servilio Cepión).

## Primer consulado
Fue pretor en el año 188 a. C., encargándose del gobierno de Sicilia. 
Dos años después, en 186 a. C., fue cónsul junto con Espurio Postumio Albino y fueron encargados por el Senado de dirigir la investigación sobre el culto a Baco y las bacanales; que había sido introducido en secreto en Italia y era motivo de acusaciones de inmoralidad y de blasfemia, encontrándose el nombre de Filipo en el senatus consultum Bacchanalibus.
Después fue enviado a Liguria con su colega donde hizo la guerra sin éxito; en el país de los apuanos fue sorprendido por el enemigo en un paso estrecho y perdió cuatro mil hombres. La comarca fue conocida mucho tiempo como el Saltus Marcius. 

## Embajadas en Grecia
En 183 a. C. fue enviado como embajador a Macedonia y obligó al rey Filipo V de Macedonia a retirar sus guarniciones de varias ciudades, pero aun así presentó un informe desfavorable sobre el rey al Senado. En 180 a. C. fue escogido decemvir sacrorum. 
Algunos años después, en 171 a. C., Filipo fue enviado de nuevo con otros varios como embajador en Grecia para contrapesar la influencia y planes de Perseo de Macedonia, y junto con Atilio visitó Epiro, Etolia, Tesalia, Beocia, Eubea y el Peloponeso; donde debían reunirse con sus otros colegas. 
En Tesalia Filipo recibió a los embajadores macedonios que pedían una conferencia alegando los lazos de hospitalidad con su padre, y Filipo aceptó, y la conferencia tuvo lugar en las orillas del río Peneo; Filipo convenció a Perseo de enviar embajadores a Roma y para hacer esto se acordó una tregua que en realidad era lo que querían los romanos, ya que aún no estaban preparados para llevar a cabo una guerra. En Beocia también consiguió los objetivos fijados por los romanos. Al volver hizo un informe que no favorecía al rey macedonio y el Senado acordó enviarlo de nuevo a Grecia con plenos poderes. 

## Segundo consulado
Estos servicios tuvieron su recompensa y en 169 a. C. fue cónsul por segunda vez con Cneo Servilio Cepión como colega, y dirigió la guerra contra Perseo durante la llamada tercera guerra macedónica; este ya había resistido dos campañas romanas y se había mantenido firme contra los embates de dos ejércitos consulares. 
En la primavera de 169 a. C. Filipo llegó a Grecia y recibió el mando del ejército en Tesalia de manos del cónsul saliente Aulo Hostilio Mancino; decidió cruzar la cordillera del Olimpo y entrar en Macedonia por Heraclea Lincestis; Perseo estaba estacionado con el grueso de sus fuerzas cerca de Díon y había tomado posiciones en los pasos de montaña y habría podido rechazar a los romanos, pero al avanzar estos le entró pánico y se retiró hacia Pidna. Filipo lo siguió, pero no pudo hacer nada y a la primavera siguiente (168 a. C.) tuvo que entregar el mando al nuevo cónsul Lucio Emilio Paulo, el cual acabó la guerra. 
En el año 164 a. C. con unos 65 años, fue censor junto con Lucio Emilio Paulo e instaló en la ciudad de Roma un nuevo reloj de sol.